# Стратифікація (ботаніка)
Стратифікація (у ботаніці) — метод у сільському господарстві: передпосівна обробка насіння деяких рослин, що полягає у витримуванні його протягом певного часу у вологому піску або подрібненому торфі при зниженій температурі.
Стратифікація насіння — це передпосівна підготовка насіння з метою прискорення проростання. Застосовується головним чином для важкопророщуваного насіння деревних (плодових, лісових, декоративних) порід і деяких лікарських рослин. Насіння перешаровують вологим субстратом (пісок, ошурки, торф'яна крихта, мохи), а потім витримують при зниженій температурі (1—5 °С) і вільному доступі повітря. На 1 частину насіння беруть 3—4 частини субстрату. Стратифікація насіння триває від одного до декількох місяців.